# Államok vezetőinek listája 842-ben
Ezen az oldalon az i. sz. 842-ben fennálló államok vezetőinek névsora olvasható földrészek, majd országok szerinti bontásban.

## Európa
- Asztúriai Királyság
  - Király: II. Alfonz (791–842)
  - Király: I. Ramiro (842–850)

- Beneventói Hercegség
  - Herceg: I. Radelchis (839-851)

- Bizánci Birodalom
  - Császár: Teophilosz (829–842)
  - Császár: III. Mikhaél (842–867)

- Bolgár Kánság
  - Kán: Preszjan (836–852)

- Córdobai Emirátus
  - Emír: II. Abd al-Rahmán (822–852)

- Frank Birodalom
  - Császár: I. Lothár (840-843)
  - Szászország
    - Gróf: Liudolf (kb. 840–866)

  - Spoletói Hercegség
    - Herceg: Berengár (836-843)

  - Toulouse-i Grófság
    - Gróf: Septimaniai Bernát (835–844)

- Morvák
  - Fejedelem: I. Mojmir (kb. 830-846)

- Navarra
  - Király: Íñigo Arista (824–852)

- Nápolyi Hercegség
  - Herceg: I. Sergio (840–864/865)

- Pápai Állam
  - Pápa: IV. Gergely (827–844)

- Szerbek
  - Fejedelem: Vlasztimir (830-851)

- Velencei Köztársaság
  - Dózse: Pietro Tradonico (836–864)

### Britannia
- Dál Riata
  - Király: I. Kenneth (841–843)

- Gwynedd
  - Király: Merfyn Frych (825–844)

- Kelet-angliai Királyság
  - Király: Æthelstan (827–845)

- Mercia
  - Király: Beorhtwulf (840–852)

- Northumbria
  - Király: II. Æthelred (840–844)

- Piktek
  - Király: Uen (839–842)
  - Király: VI. Brude  (842)
  - Király: Kineth (842)

- Powys
  -     - Herceg: Cyngen ap Cadell (808–854)

- Strathclyde
  - Király: Artgal (kb. 840–872)

- Wessexi Királyság
  - Király: Æthelwulf (839–855)

## Ázsia
- Abbászida Kalifátus
  - Kalifa: al-Mutaszim (833–842)
  - Kalifa: I. al-Vászik (842–847)

- India
  - Anuradhapura
    - Király: III. Dappula (827-843)

  - Karkota-dinasztia
    - Király: Csipjata-Dzsajapida (832–855)

  - Pallava
    - Király: III. Nandivarman (825–850)

  - Pándja-dinasztia
    - Király: Szirmara Szrivallabha (830–862)

  - Pratihara-dinasztia
    - Király: Mihira Bhodzsa (836–885)

  - Rástrakúta-dinasztia
    - Király: I. Amoghavarsa (814–878)

- Japán
  - Császár: Ninmjó (833–850)

- Khmer Birodalom
  - Király: II. Dzsajavarman (802–850)

- Kína (Tang-dinasztia)
  - Császár: Tang Vu-cung (840–846)

- Korea
  - Silla
    - Király: Munszong (839–857)

  - Palhe
    - Király: Te Idzsin (832-858)

- Mataram
  - Király: Rakai Garun (829–847)

- Nancsao
  - Király: Quanfengyou (823–859)

- Tibet
  - Király: Langdarma (836–842)

## Afrika
- Aglabidák
  - Emír: I. Abu al-Abbász Muhammad (841–856)

- Idríszidák
  - Imám: Ali ibn Muhammad (836–849)

- Rusztamidák
  - Imám: Aflah ibn Abd al-Vahháb (824–872)

- Akszúmi Királyság
  - Akszúmi uralkodók listája

## Fordítás
- Ez a szócikk részben vagy egészben  a   Liste der Staatsoberhäupter 842 című német Wikipédia-szócikk ezen változatának fordításán alapul.  Az eredeti cikk szerkesztőit annak laptörténete sorolja fel. Ez a jelzés csupán a megfogalmazás eredetét és a szerzői jogokat jelzi, nem szolgál a cikkben szereplő információk forrásmegjelöléseként.